# Ineko Arima

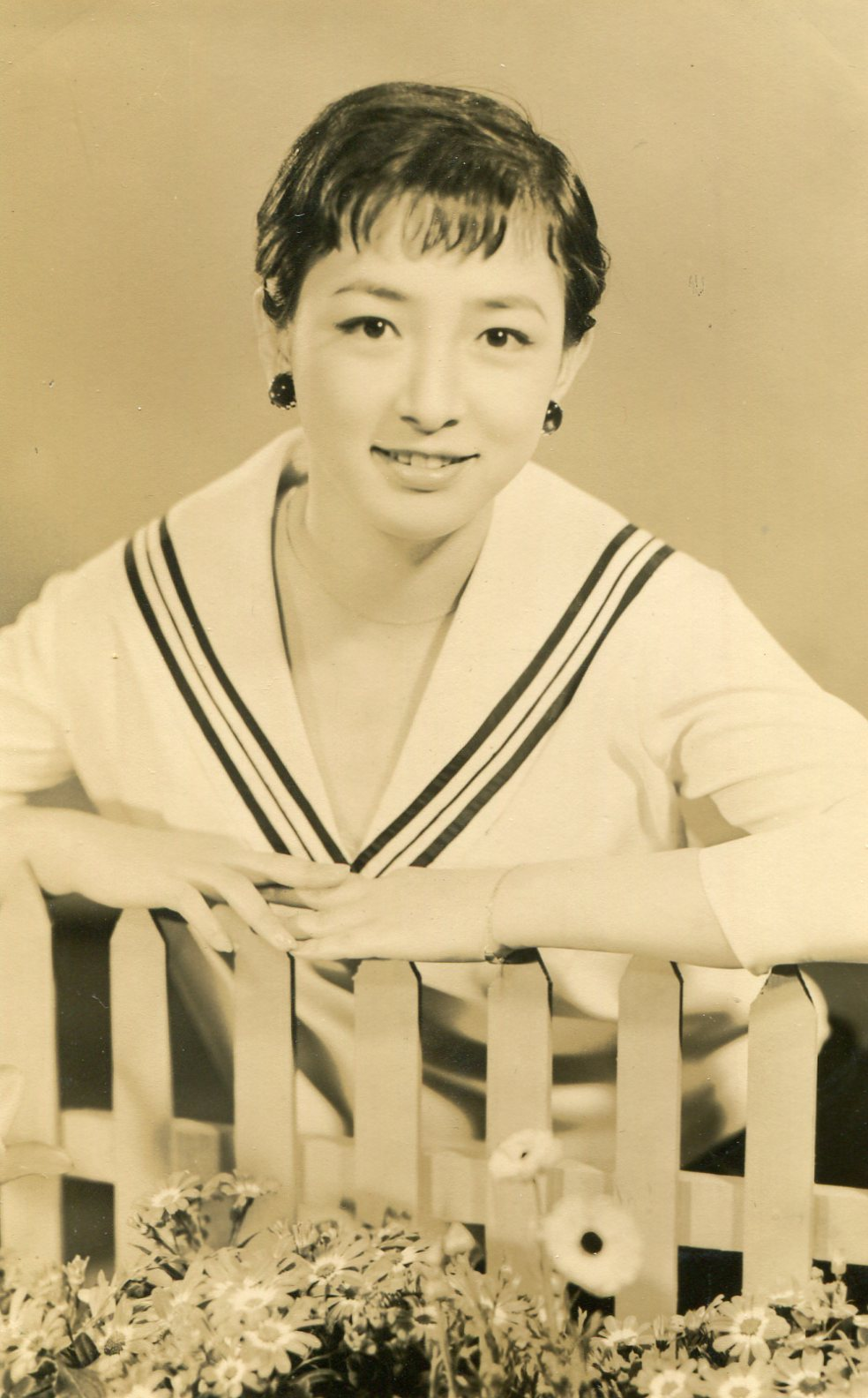
Ineko Arima in den 1950ern

Ineko Arima (japanisch 有馬稲子 Arima Ineko; * 3. April 1932 in der Präfektur Osaka) ist eine japanische Schauspielerin, die durch ihre Zusammenarbeit mit dem Regisseur Ozu Yasujirō bekannt wurde.

## Leben
Ineko Arima hatte ihren ersten Bühnenauftritt 1949, ihr Filmdebüt gab sie 1951 in einer Hauptrolle in Takarazuka fujin.
Bekanntheit erlangte Arima vor allem durch ihre mehrfache Zusammenarbeit mit dem einflussreichen Regisseur Ozu Yasujirō, darunter 1957 in einer Hauptrolle an der Seite von Setsuko Hara in Tokio in der Dämmerung, 1958 als Setsuko Hirayama in Sommerblüten sowie 1959 in Guten Morgen. Zu den weiteren Regisseuren mit denen Arima im Laufe ihrer Karriere zusammenarbeitete gehörten Mikio Naruse, Masaki Kobayashi und Imai Tadashi. Ihre bekannteste Rolle abseits der Filme von Ozu Yasujirō spielte Arima 1959 als Shunran Yô im ersten Teil der Monumentalfilm-Trilogie Barfuß durch die Hölle. Weitere nennenswerte Rollen spielte sie 1962 im Drama Ein sinnvolles Leben und 1963 im Historienfilm Bushido – Sie lieben und sie töten.
Gemeinsam mit Keiko Kishi und Yoshiko Kuga gründete Arima 1954 den Bungei Production Ninjin Club, um bessere Arbeitsmöglichkeiten für Schauspieler im japanischen Studiosystem zu fördern. Ihre bekannteste Produktion ist Masaki Kobayashis Horror-Episodenfilm Kwaidan aus dem Jahr 1964. Der Weggang von Kishi und finanzielle Verluste führten 1966 zum Kollaps der Firma.
Ineko Arima ist bis heute als Schauspielerin tätig und tritt seit 1974 vermehrt in Fernsehfilmen und Serien auf. Ihr gesamtes Schaffen umfasst fast 90 Rollen in Film- und Fernsehproduktionen. Für ihre Schauspielerischen Leistungen wurde sie mehrfach ausgezeichnet.

## Auszeichnungen
- 1995: Ehrenmedaille Japans am violetten Band
- 2003: Orden der Edlen Krone 4. Klasse

## Filmografie (Auswahl)
- 1951: Takarazuka fujin
- 1954: Bangiku
- 1957: Kuroi kawa
- 1957: Tokio in der Dämmerung (Tōkyō boshoku)
- 1958: Die Frau des Samurai (Yoru no tsuzumi)
- 1958: Sommerblüten (Higanbana)
- 1959: Guten Morgen (Ohayō)
- 1959: Barfuß durch die Hölle (Ningen no jōken)
- 1962: Ein sinnvolles Leben (Mitasareta seikatsu)
- 1963: Bushido – Sie lieben und sie töten (Bushidō zankoku monogatari)